# Влада Јужног Судана
Влада Јужног Судана врши извршну власт на територији Јужног Судана у складу са Уставом и постојећим законима. Сачињавају је председник Салва Кир Мајардит, потпредсденик Рик Мачар и министри. Влада је конституисана 2005. године на основу Свеобухватног мировног споразума, којим је окончан Други судански грађански рат. Већину министара чине чланови Народног покрета за ослобођење Судана. Седиште владе је у главном граду Џуби.

## Министарства
Влада Јужног судана сачињена је од 31 министарства:
| Министарство                                      | Министар                 | Партија                                    |
| ------------------------------------------------- | ------------------------ | ------------------------------------------ |
| Председник                                        | Салва Кир Мајардит       | Народни покрет за ослобођење Судана (НПОС) |
| Потпредседник                                     | Рик Мачар                | НПОС                                       |
| Председнички кабинет                              | Сирино Хетјенг Офухо     | НПОС                                       |
| Кабинетски послови                                | Кости Манибе Нгај        |                                            |
| Одбрана                                           | Нхјал Денг Нхјал         | НПОС                                       |
| Правда                                            | Џон Лук Џок              | НПОС                                       |
| Инострани послови                                 | Денг Алор Куол           |                                            |
| Унутрашњи послови                                 | Гјер Чуанг Алуонг        |                                            |
| Рад и јавне службе                                | Авут Денг                |                                            |
| Путеви и саобраћај                                | Антони Лино Макана       | НПОС                                       |
| Парламентарни послови                             | Мајкл Макуеј Лует        | НПОС                                       |
| Финансије и економско планирање                   | Давид Денг Аторбеј       |                                            |
| Пољопривреда и шумарство                          | Ане Ито Леонардо         |                                            |
| Животињски ресурси и риболов                      | Њалок Тјонг Гатлуак      |                                            |
| Енергетика и рударство                            | Гаранг Динг Акуонг       |                                            |
| Трговина и индустрија                             | Стивен Дијеу Дау         |                                            |
| Очување дивљине и развој туризма                  | Абдулах Алберт           | Национални конгрес Судана                  |
| Водни ресурси и наводњавање                       | Пол Мајом Акеч           | НПОС                                       |
| Стамбено и просторно планирање                    | Џема Нуну Кумба          |                                            |
| Образовање                                        | Мајкл Мили Хусеин        |                                            |
| Здравство                                         | Лука Томбекана Моноџа    |                                            |
| Информације и телекомуникације                    | Барнаба Маријал Бенџамин |                                            |
| Комуникације и поштанска служба                   | Мадут Бјар Јел           |                                            |
| Полни, социјални и верски односи                  | Агнес Кваџе Ласуба       |                                            |
| Култура и наслеђе                                 | Габријел Чангсон Чанг    |                                            |
| Инвестиције                                       | Ојај Денг Аџак           | НПОС                                       |
| Развој људских ресурса                            | Мери Џервас Јак          |                                            |
| Животна средина                                   | Ајзак Аван Мапер         | Национални конгрес Судана                  |
| Високо школство, истраживање, наука и технологија | Џозеф Укел               |                                            |
| Омладина, спорт и рекреација                      | Макуак Тени Јох          |                                            |
| Хуманитарна питања и ванредне ситуације           | Џејмс Кок Руеа           |                                            |
| Мир и примена мировних споразума                  | Паган Амум               |                                            |
| Без портфеља                                      | Присила Нањанг           |                                            |